# Indiscretion (album)
| Recensione | Giudizio |
| ---------- | -------- |
| AllMusic   |          |

Indiscretion è un album discografico di Patti Page, pubblicato dalla casa discografica Mercury Records nell'agosto del 1959.

## Tracce

### LP
Lato A
1. Autumn Leaves – 2:16 (testo: Jacques Prévert; Johnny Mercer (adattamento in lingua inglese) – musica: Joseph Kosma)
2. Indiscretion – 3:16 (testo: Sammy Cahn – musica: Paul Weston, Alessandro Cicognini)
3. It All Depends on You – 2:10 (testo: Buddy DeSylva, Lew Brown – musica: Ray Henderson)
4. Everything Happens to Me – 2:55 (testo: Tom Adair – musica: Matt Dennis)
5. I'll Walk Alone – 2:36 (testo: Sammy Cahn – musica: Jule Styne)
6. You Call Everybody Darling – 1:59 (Clem Watts (Al Trace), Sam Martin, Ben Trace)

Lato B
1. We Just Couldn't Say Goodbye – 2:48 (Harry Woods)
2. In Love in Vain – 2:15 (testo: Leo Robin – musica: Jerome Kern)
3. Smiles – 2:00 (testo: J. Will Callahan – musica: Lee S. Roberts)
4. Lover Come Back to Me – 2:47 (testo: Oscar Hammerstein II – musica: Sigmund Romberg)
5. For You – 2:03 (testo: Al Dubin – musica: Joe Burke)
6. 'Tis Autumn – 3:15 (Henry Nemo)

## Musicisti
- Patti Page – voce
- Jack Rael – conduttore orchestra, produttore, arrangiamenti, manager
- Componenti dell'orchestra non accreditati

Note aggiuntive
- Registrazioni effettuate al Fine Recording Studios di New York City, New York
- George Piros e Bob Fine – ingegneri delle registrazioni [3]